# Família Thyssen-Bornemisza

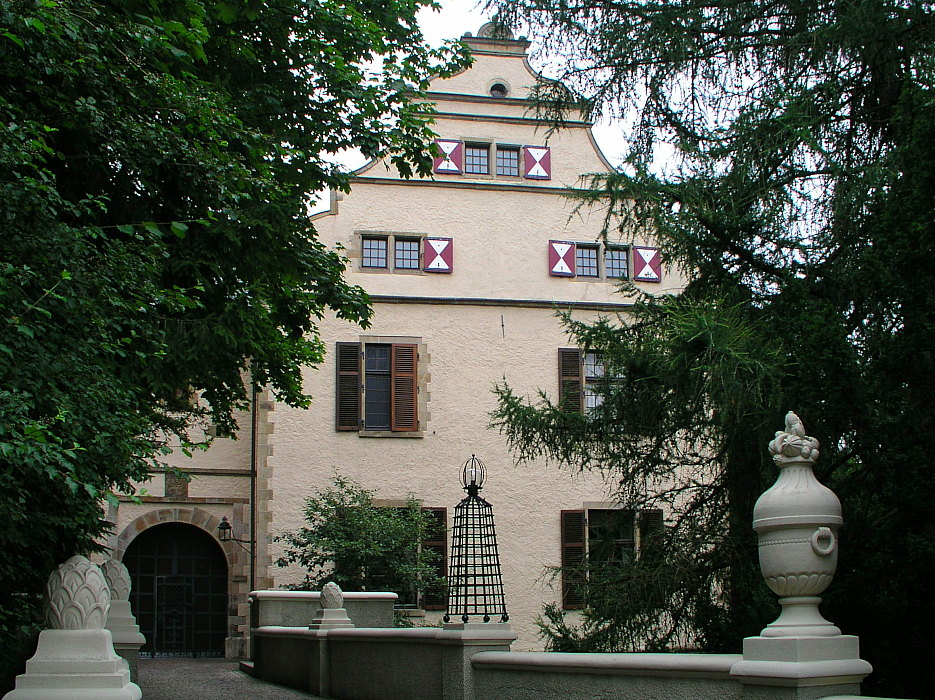
Castell de Landsberg, que alberga la cripta amb el panteó de les dues branques de la saga Thyssen.

La família Thyssen és una família vinculada amb les indústries alemanyes dedicades a la producció d'acer i derivats (material bèl·lic i altres). A principis del segle xx la família va finançar el partit nazi de Hitler (NSDAP), cosa que ha generat certa controvèrsia.
Heinrich Thyssen està relacionat amb Espanya pel Museu Thyssen-Bornemisza. Un dels seus germans, Fritz Thyssen, pròxim a Hitler abans de la Segona Guerra Mundial, s'hi va oposar més tard degut a la seva política de pacte amb l'URSS i va perdre, temporalment, la propietat de l'empresa.